# ФК Мърдър Тидфил
ФК Мърдър Тидфил (на английски: Merthyr Tydfil Football Club, Мърдър Тидфил Футбол Клъб: на уелски: Clwb Pêl-droed Merthyr Tudful, Клуб Пеел-дройд Мердир Тидвил) е уелски футболен клуб, базиран в едноименния град Мърдър Тидфил. Състезава се в Английската Южна футболна лига. Играе мачовете си на стадион Пенъдарен Парк.